# Le Roman inachevé (film)
Pour plus de détails, voir Fiche technique et Distribution.
Le Roman inachevé (Неоконченная повесть, Neokonchennaya povest) est un film soviétique réalisé par Fridrikh Ermler aux studios Lenfilm, sorti en 1955,.

## Fiche technique
- Titre français : Le Roman inachevé ou Quand l'amour est flamme ou Le Récit inachevé[3]
- Réalisation : Fridrikh Ermler
- Scénario : Konstantin Issaïev
- Photographie : Anatoli Nazarov
- Musique : Gavriil Popov
- Décors : Isaak Kaplan, Bella Manevitch-Kaplan
- Production : Lenfilm
- Dates de sortie :
  - Union soviétique : 1955
  - France : 2 mai 1956[3]

## Distribution
- Elina Bystritskaïa : Elizaveta Mouromtseva, médecin de district
- Sergueï Bondartchouk : Yuri Erchov, chef du chantier naval de la Baltique
- Sofia Giatsintova : Anna Konstantinovna, mère d'Erchov
- Evgeni Samoïlov : Alexander  Aganine, neuropathologiste
- Evgeni Lebedev : Fedor Ivanovich, secrétaire du comité de district
- Aleksandr Larikov : grand-père Spirine
- Guerman Khovanov : Vassili Spirine, père de Nastenka
- Youri Toloubeïev : Nikolaï Sladkov, ingénieur en chef
- Erast Garine : Koloskov, coiffeur
- Antonina Bogdanova : tante Pauline
- Vladimir Voronov : Ponomarev, patient
- Olga Zabotkina : Nadia, étudiante
- Sergueï Karnovich-Valoie : Valentin Ossipovitch, professeur
- Boris Leskine : faux malade
- Vladimir Tchobur : directeur de l'usine
- Iouri Boublikov : ingénieur en chef de l'usine
- Gleb Selianine : Volodia, étudiante
- Valentina Tchemberg : mère d'un patient